# Храм Святого Иоанна Предтечи (Эйн-Керем)
Храм Святого Иоанна Предтечи — католический храм, находящийся в Эйн-Кереме в Иерусалиме. Согласно преданию, на этом месте располагался городской дом праведных Захарии и Елизаветы, где родился Иоанн Предтеча. Также храм называется «Святой Иоанн в горах» (имеется в виду «нагорная страна» Библии: Лк. 1:39).
В 700 метрах от храма находится место, где, согласно Евангелию, Богородица три месяца гостила у своей родственницы Елизаветы (Лк. 1:39—45). На этом месте находится католическая церковь Посещения, где, по преданию, находился так называемый загородный дом Захарии и Елизаветы.

## История
Раскопки, проводившиеся около храма Иоанна Предтечи в 1941—1942 годах, показали, что это место в I веке населяли евреи, так как были найдены водные резервуары для ритуальных омовений (миквы), а затем язычники (была найдена статуя Афродиты).
В византийскую эпоху, начиная с IV—V веков, эта территория использовалась под христианское кладбище, возникшее вокруг почитаемых захоронений неизвестных христианских мучеников, упоминаемых в мозаичной надписи, обнаруженной в 1885 году. Рядом с этими захоронениями были найдены развалины часовни с мозаичным покрытием, ещё одна часовня была обнаружена с южной стороны храма.
Согласно традиции, сложившейся в IX веке, в этих местах родился Иоанн Креститель. Церковь, построенную крестоносцами в XII веке, можно видеть и в настоящее время, так как она разрушена только частично. Затем в течение четырёх веков в ней располагались мусульманские конюшни. С XVII века, с прибытием францисканцев, церковь перешла в их владение. В 1621 году она была восстановлена францисканским монахом Томасом Обичини, однако была открыта для богослужений только в 1675 году.
Нынешнее здание построено по проекту архитектора Антонио Барлуцци в 1939 году.

## Описание
Комплекс объектов состоит из:

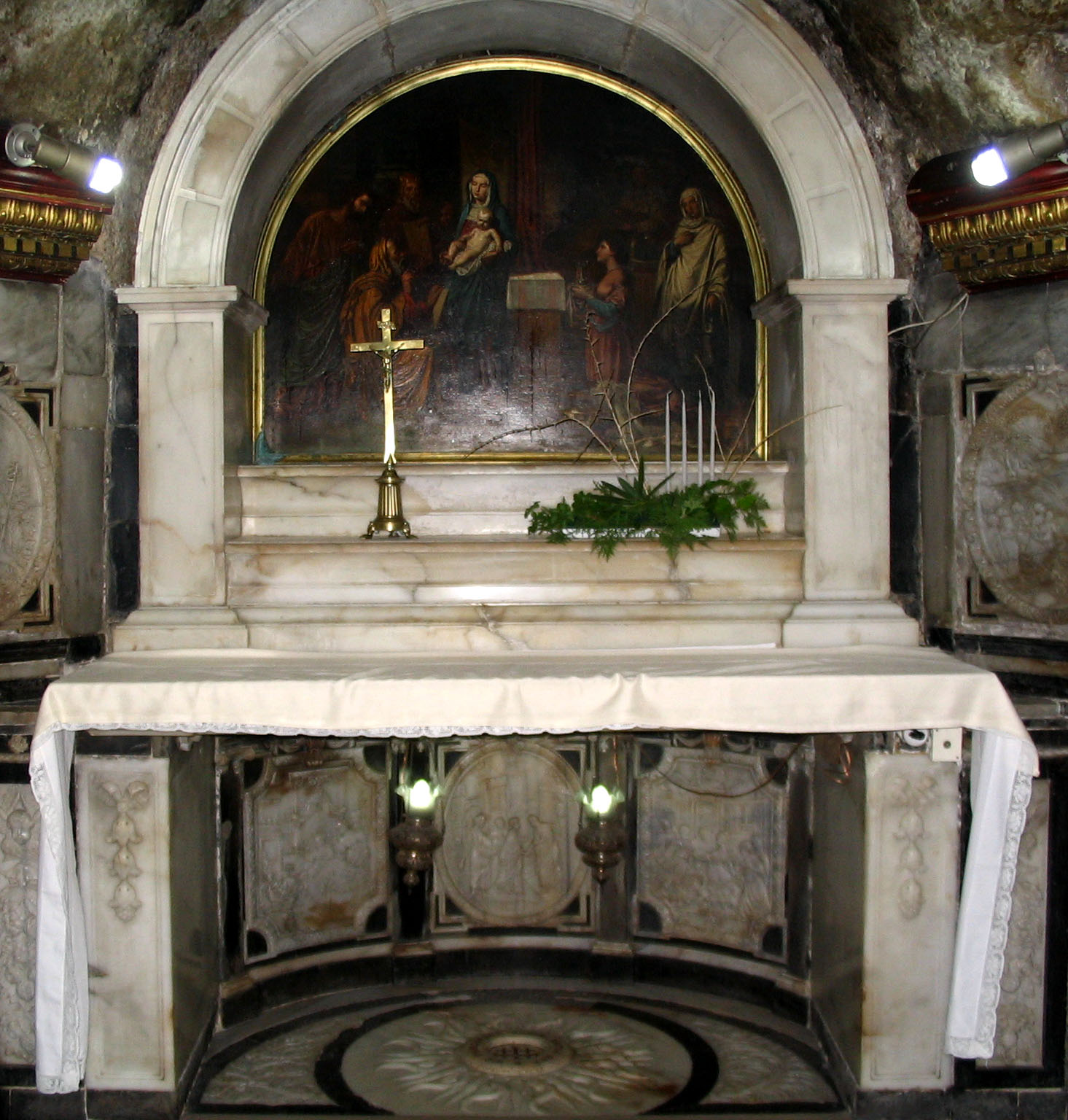
Предполагаемое место рождения Иоанна Предтечи

- Храм, построенный в 1939 году. Главный придел посвящен святому Иоанну Предтече. Справа находится придел праведной Елизаветы. Слева находятся ступени, ведущие к естественному гроту, идентифицированному как место рождения Иоанна Предтечи и предположительно являющемуся частью дома его родителей. Под престолом на мраморной плите имеется надпись: «HIC PRECURSOR DOMINI NATUS EST» — «Здесь родился Предтеча Господень»;
- Остатки церкви XI—XII веков;
- Часовня мучеников с надписями и захоронениями V века. В ней находятся две гробницы. Надпись на мозаичном панно написана по-гречески: «Приветствуйте мучеников Божиих»;
- Южная часовня VII века;
- Резервуар для ритуального омовения — миква I века;
- Залы крестоносцев XII века.